# Juan Alonso Pimentel de Herrera
Juan Alonso Pimentel de Herrera y Quiñones (Villalón, bautizado el 29 de junio de 1553 - Madrid, 7 de noviembre de 1621) fue un noble y hombre de estado español.
Titulado VIII conde y V duque de Benavente, VIII conde de Mayorga y III conde de Villalón, fue también presidente del Consejo de Italia, Virrey de Valencia y de Nápoles.

## Biografía
Hijo segundo de Antonio Alonso Pimentel y Herrera de Velasco, VI conde y III duque de Benavente, y de su mujer María Luisa Enríquez Guzmán, hija de Fernando Enríquez de Velasco, I duque de Medina de Rioseco, IV conde de Melgar y V Almirante de Castilla.
Heredó los títulos nobiliarios a la muerte de su hermano Luis Alonso Pimentel en 1576, siendo VIII conde y V duque de Benavente, grande de España, VIII conde de Mayorga y III conde de Villalón. Fue además, comendador de Castrotorafe, trece de Santiago, mayordomo mayor de la reina Isabel de Borbón.
En su carrera diplomática destacan los cargos de XV Virrey de Valencia (1598-1602), XXIII Virrey de Nápoles (1603-1610), miembro del Consejo de Estado y presidente del Consejo de Italia.

### Virrey de Nápoles
En abril de 1603 llegó a Nápoles nombrado por Felipe III para ocupar el puesto de virrey en sustitución del joven Francisco Ruiz de Castro, interino tras la muerte de su padre. Durante su gobierno en Nápoles impulsó las obras públicas, aplicó nuevos impuestos para hacer frente a los requerimientos que la corte de Madrid le hacía por las necesidades económicas de la Monarquía Hispánica, teniendo que sofocar los tumultos que provocaron la implantación de los nuevos impuestos, dispuso la defensa del reino contra los corsarios turcos que amenazaban sus costas y combatió a los bandidos que operaban en Calabria.
En su afán por aplicar rigurosamente la justicia, intentó que las iglesias perdieran la condición de amparo de delincuentes que la bula otorgada por Gregorio XIV les había concedido, lo que le valió el enfrentamiento contra las autoridades eclesiásticas de su época, entre ellos el cardenal Acquaviva, arzobispo de Nápoles.

## Matrimonios y descendencia
Contrajo matrimonio en 1569 con Catalina Vigil de Quiñones (+ 1574), VI condesa de Luna, merina mayor de León y de Asturias, hija de Luis Vigil de Quiñones, V conde de Luna. Fueron padres de:
1. Antonio Alonso Pimentel y Quiñones, VII conde de Luna y IX conde de Mayorga.
2. María Pimentel y Quiñones, casada con su primo Luis Fajardo y Requeséns, IV Marqués de los Vélez y III Marqués de Molina.

Contrajo segundo matrimonio en 1582 con su prima Mencía de Zúñiga y Requesens, hija de Luis de Requesens y Zúñiga, gobernador del Estado de Milán (1572-1573) y de los Países Bajos (1573-1576). Nacieron de este enlace:
1. Juan de Zúñiga Pimentel , nombrado I marqués del Villar de Grajanejos (1607).
2. Alonso Pimentel de Zúñiga, caballero de la Orden de Santiago y comendador de Castrorafe en esta orden.
3. Domingo Pimentel de Zúñiga (1585-1653), dominico, obispo de Osma (1630-1633), obispo de Córdoba (1633-1649) y arzobispo de Sevilla (1649-1653) y cardenal.
4. Diego Pimentel de Zúñiga, caballero de la orden de Alcántara, comendador de Mayorga, capitán general de Nápoles, casado con Magdalena de Guzmán y Zúñiga, III condesa de Villaverde de Madrid.
5. Fernando Pimentel de Zúñiga, arcediano de Cartagena.
6. Francisco (1588-1648), jesuita.
7. Pedro (1594-1658), también jesuita.
8. Jerónimo Pimentel de Zúñiga y Requeséns, I marqués de Bayona casado con María Eugenia Bazán y Benavides,[3] IV marquesa de Santa Cruz .[3][4]
9. Manuel Pimentel de Zúñiga, caballero de la orden de Santiago, casado con Juana de Rojas Pereira, VI condesa de Feira.
10. Enrique Pimentel de Zúñiga, caballero de Alcántara, canónigo y arcediano de Jaén, consejero de los de Órdenes y de Inquisición. Después presidente del Consejo de Aragón y sucesivamente obispo de Valladolid y de Cuenca.
11. Mencía Pimentel de Zúñiga, casada con Fernando Álvarez de Toledo Portugal, VI conde de Oropesa.

Tuvo además como hijo natural a:
1. Enrique Pimentel (1574-1643), obispo de Valladolid, de Cuenca y presidente del Consejo de Aragón.

| Predecesor: Luis Alonso Pimentel de Herrera | Duque de Benavente 1576 - 1621         | Sucesor: Antonio Alonso Pimentel y Quiñones  |
| Predecesor: Francisco de Sandoval y Rojas   | Virrey de Valencia 1598 - 1602         | Sucesor: Juan de Ribera                      |
| Predecesor: Francisco Ruiz de Castro        | Virrey de Nápoles Abril de 1603 - 1610 | Sucesor: Pedro Fernández de Castro y Andrade |